# أيميه آدم
أيميه آدم هو سياسي كندي، ولد في 5 ديسمبر 1913، وتوفي في 7 يناير 2009. انتخب عضو المجلس التنفيذي لمانيتوبا ‏.